# Karandere
Karandere war bis 2014 eine Gemeinde im Landkreis Şereflikoçhisar der Provinz Ankara in der Türkei. Seit der Gebietsreform von 2014 ist sie ein Ortsteil der Stadt Şereflikoçhisar.

## Geschichte
Es ist ein Dorf am Fuße des Hügels Ardıç (Ardıç Tepe) in der Gemeinde Şereflikoçhisar, welche zur Provinz Ankara gehört und im Zentrum Anatoliens liegt. Der Ort lag an der Seidenstraße.

## Bevölkerung
Die Einwohnerzahlen sind Schätzungen, Volkszählungsergebnisse (*) oder amtliche Fortschreibungen der jeweiligen Statistischen Ämter (nur Hauptwohnsitze). Alle Zahlen stammen vom Statistikinstitut der Türkei.
| Jahr | Einwohnerzahl |
| ---- | ------------- |
| 2020 | 237           |
| 2019 | 285           |
| 2018 | 237           |
| 2017 | 193           |
| 2016 | 200           |
| 2015 | 202           |
| 2007 | 100           |
| 2000 | 315           |
| 1970 | 911           |
| 1968 | 1400          |
| 1965 | 1133          |

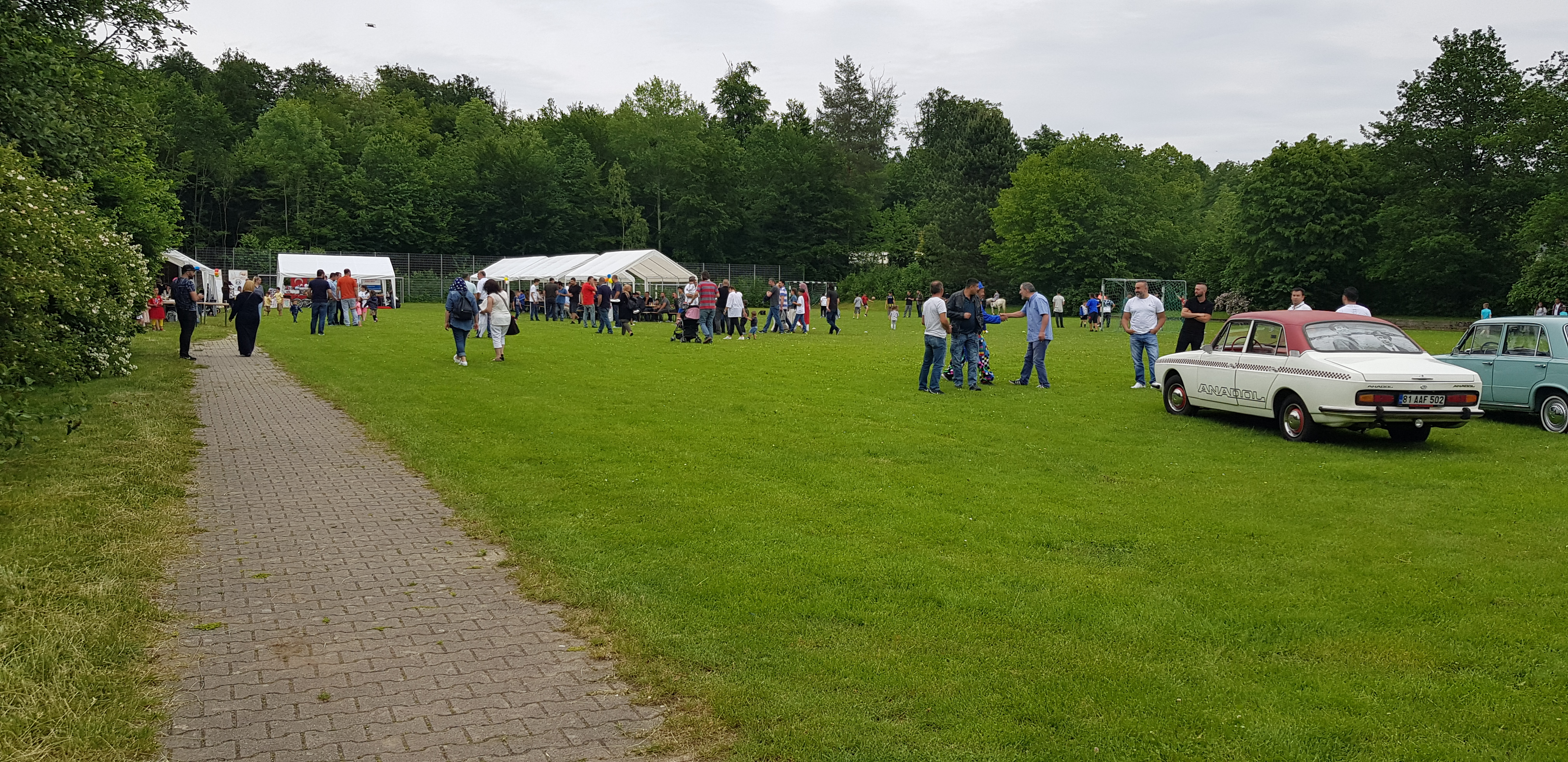
Pilav Söleni 2019 in Sindelfingen

In den 1960ern begannen die ersten Einwohner von Karandere, sich in deutschen Städten und Gemeinden wie Sindelfingen, Schönaich, Magstadt oder Calw niederzulassen.
Seit 2008 wird in Sindelfingen durch den Verein "Karandere Freundschafts- und Kulturverein e.V. Sindelfingen" jährlich das "Pilav Şöleni" (Reis Fest) gefeiert.

## Lage / Geographie
Das Dorf liegt etwa 160 km südöstlich von Ankara, 10 km östlich von Şereflikoçhisar und 65 km westlich von Aksaray.

## Klima
Es herrscht trockenes Kontinentalklima. In den Wintermonaten können die Temperaturen leicht unter null Grad sinken. In den Sommermonaten Juli und August werden bis zu 35 Grad erreicht. Die meisten Niederschläge fallen zwischen November und Mai; in der Zeit von Juli bis September fällt so gut wie kein Regen.

## Wirtschaft
Der größte Teil der Bevölkerung ist in der Landwirtschaft tätig.

## Sehenswürdigkeiten
- Ardıç Tepe – Hügel mit Sicht auf den Tuz Gölü.
- Şehitler Tuzgölü girişi – Tuz Gölü Eingang der Märtyrer aus dem Kurtuluş Savaşi (Türkischer Befreiungskrieg 1909 bis 1923)
- Cönger ağılı (Gorbatschow) çeşmesi – Der Brunnen in Cönger
- Hacıhal çeşmesi – Der Brunnen von Hacıhal.
- Kurtlupınar çeşmesi – Der Brunnen von Kurtlupınar.

## Sonstiges

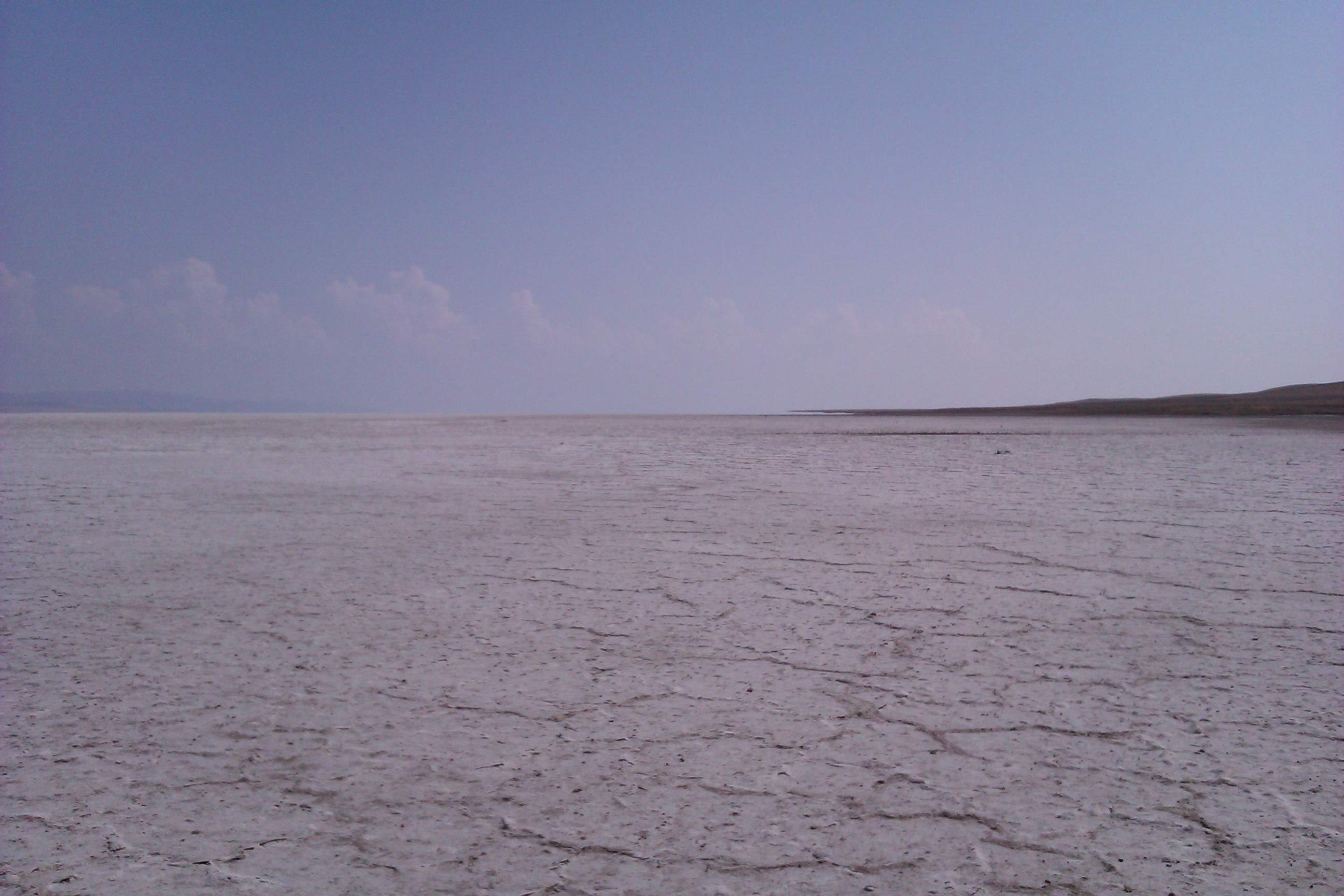
Tuz Gölü

Karandere ist berühmt für sein "Hacıbekir" Kavun (Melone), seine reiche anatolische Küche sowie seine Aussicht auf den Tuz Gölü (Salzsee).